# Frank Kechele

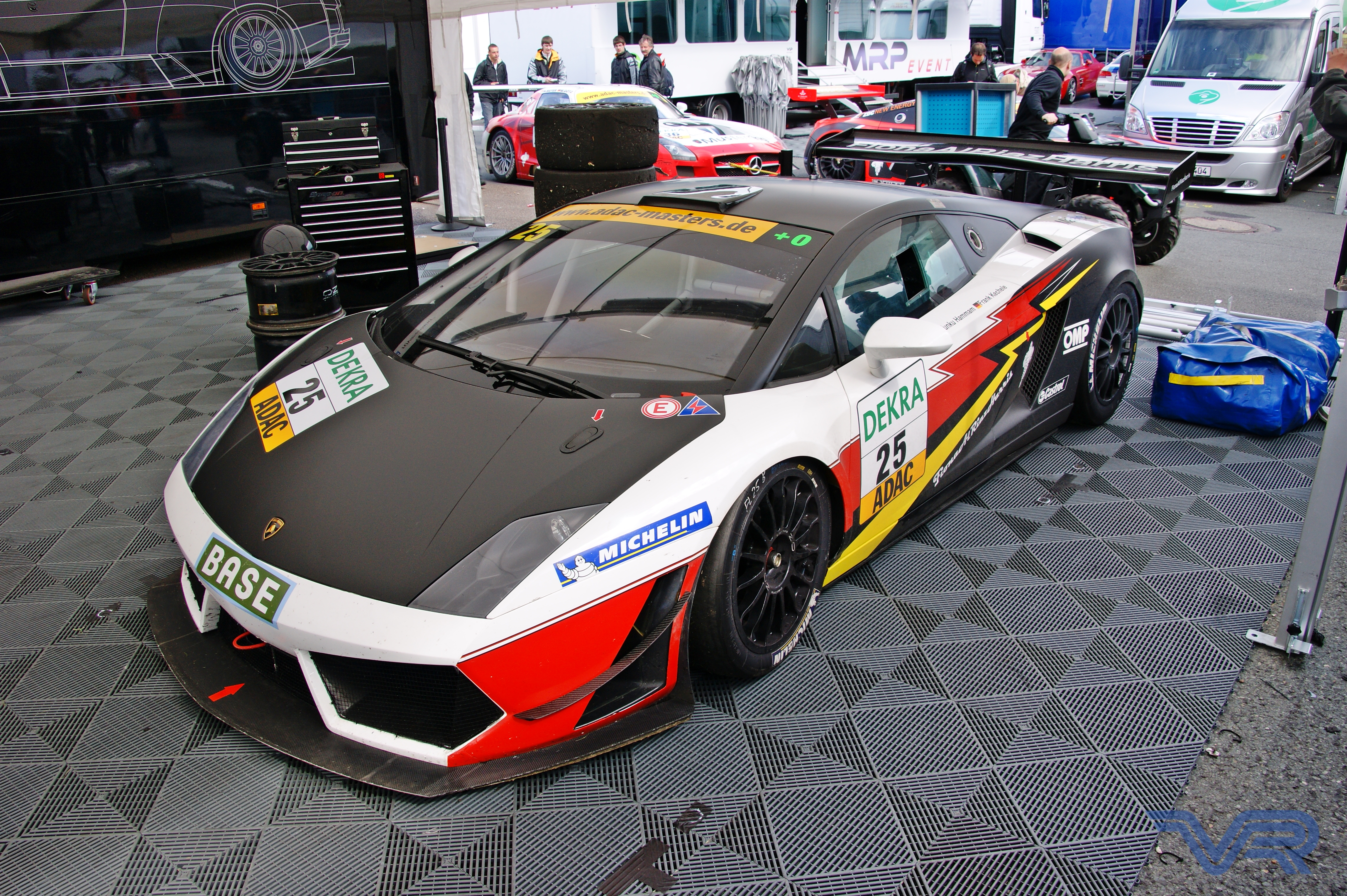
Der von Frank Kechele 2011 am Sachsenring gefahrene Lamborghini Gallardo LP600+ GT3

Frank Kechele (* 3. September 1986 in Nördlingen) ist ein deutscher Rennfahrer.

## Karriere
Wie die meisten Motorsportler begann Kechele seine Karriere im Kartsport, in dem er von 1996 bis 2002 aktiv war. 2003 wechselte er in die deutsche Formel Renault und belegte auf Anhieb mit zwei Siegen den sechsten Gesamtrang. Außerdem startete er in der niederländischen und der skandinavischen Formel Renault. In der folgenden Saison wiederholte er seine Gesamtplatzierung in der deutschen Formel Renault. Erfolgreicher verlief es für ihn in der skandinavischen Formel Renault, in der er mit sechs Siegen den Vizemeistertitel gewann. Darüber hinaus gab er sein Debüt im Formel Renault 2.0 Eurocup.
2005 entschied sich Kechele für einen Wechsel in den deutschen Formel-3-Cup. Der Rennfahrer gewann ein Rennen, stand bei weiteren drei Rennen auf dem Podium und belegte am Saisonende den fünften Gesamtrang. Nach einer einjährigen Pause kehrte Kechele 2007 in den Motorsport zurück. Während er im Formel Renault 2.0 Eurocup den sechsten Gesamtrang belegte, gewann er die nordeuropäische Formel Renault mit 8 Siegen bei 14 Rennen vor seinem Landsmann Tobias Hegewald.
Trotz seines Titelgewinns kehrte Kechele dem Formelsport den Rücken und wechselte in den GT-Sport in das ADAC GT Masters. In seiner ersten Saison trat er zusammen mit Harald Becker in einem Lamborghini Gallardo vom Team Argo Racing an und wurde auf Anhieb Dritter in der Meisterschaft. 2009 bestritt er seine zweite Saison in dieser Serie an der Seite von Kuba Giermaziak und belegte am Saisonende den zehnten Gesamtrang. 2010 wechselte Kechele zu Reiter Engineering und geht erneut im ADAC GT Masters an den Start, wo seine Teamkollegin in dieser Saison Ellen Lohr ist. Beim zweiten Rennwochenende auf dem Sachsenring nahm Kechele als Vertreter von Giermaziak mit Jens Klingmann im Audi R8 LMS von Abt Sportsline teil. Zudem gab Kechele sein Debüt in der FIA-GT1-Weltmeisterschaft. Er steuerte mit seinem Teamkollegen Jos Menten einen Lamborghini Murciélago von Reiter Engineering beim Meisterschaftslauf in Silverstone auf die vierte Position, doch da das Siegerteam nachträglich disqualifiziert wurde, rückte Kechele somit auf Platz drei vor. In Spa-Francorchamps konnte er mit Ricardo Zonta seinen ersten Rennsieg in der GT1-Weltmeisterschaft feiern.

## Persönliches
Parallel zu seinem Engagement im Motorsport studiert er in Ulm Wirtschaftswissenschaften.

## Statistik

### Karrierestationen
- 1996–2002: Kartsport
- 2003: Deutsche Formel Renault (Platz 6)
- 2004: Skandinavische Formel Renault (Platz 2), deutsche Formel Renault (Platz 6)
- 2005: Deutscher Formel-3-Cup (Platz 5)
- 2007: Nordeuropäische Formel Renault (Meister), Formel Renault 2.0 Eurocup (Platz 6)
- 2008: ADAC GT Masters (Platz 3)
- 2009: ADAC GT Masters (Platz 10)
- 2010: ADAC GT Masters; FIA-GT1-Weltmeisterschaft (Platz 6)